# Comuna Avhustînivka
Avhustînivka (în ucraineană Августинівка) este o comună în raionul Zaporijjea, regiunea Zaporijjea, Ucraina, formată din satele Avhustînivka (reședința), Ivanhorod, Lemeșînske, Novoselîșce, Prîvitne și Svitanok.

## Demografie
Componența lingvistică a comunei Avhustînivka
     Ucraineană (77,59%)
     Rusă (21,54%)
     Alte limbi (0,36%)
Conform recensământului din 2001, majoritatea populației comunei Avhustînivka era vorbitoare de ucraineană (77,59%), existând în minoritate și vorbitori de rusă (21,54%).